# Алі Курі ульд Амар
Алі II Курі ульд Амар бен Алі (араб. المختار ولد أعمرولد إعل شنظورة; нар. 1730 — 1786) — 7-й емір Трарзи в 1759—1786 роках. Лакаб Курі перекладається як «Чорний».

## Життєпис
Походив з арабської династії ульд-ахмед ібн даман. Другий син еміра Амара II. Народився 1730 року. 1759 року повалив свого старшого брата — еміра Мухтар I. 1760 року уклав торговельну угоду з британським губернатором в Сен-Луї. В результаті переорієнтував торгівлю з каучуку на рабів, яких активно став захоплювати в оазах Сахару і Сахелі. Разом з тим торгівля зосередилася біля гирла річки Сенегал, що призвело до занепаду Порту Адді на атлантичному узбережжі.
Водночас 1760 року емір надав війська Меїсса Біге, якого втретє було відновлено на троні держави Кайор. Завдяки цьому посилився вплив емірату на півдні.
У 1767 році втрутився в боротьбу за владу в державі Ваало (тривала до 1786 року), активно плюндруючи землі цієї держави, отримуючи від цього чималу здобич.
За цим клан ульд-даман знову повстав проти влади еміра, завдавши йому поразки біля Туейли. В свою чергу Алі II, зібравши потужне військо з арабів і берберів, завдав нищівної поразки ульд-даману та його союзникам. Рештки втекли до емірату Тагант. Потім вів запеклі війни з еміратами Бракна і Тагант, відбивши усі напади останніх та зміцнивши кордони.
1783 року після повернення Сен-Луї у власність королівства Франція поновив з французами торгівлю гуаміарабіком і каучуком, підписавши 1785 року відповідну угоду. Зокрема відповідно договору емір надав землі компанії Дюранда для будівництва фабрики з переробки каучуку. Також було відновлено Порт Адді.
Водночас починаються війни з Абдул-Кадиром Кане, імамом Фута-Торо. Останній встановив зверхність над еміратом Бракна. Але Алі II відкинув вимогу визнати зверхність Фута-Торо. 1786 року в битві біля Тауані (в області Чемама) Алі II зазнав нищівної поразки й загинув. Трон спадкував його небіж Мухаммад I.